# Bridgeport (Michigan)
Pour les articles homonymes, voir Bridgeport.
Bridgeport est une ville de l'État américain du Michigan, autonome dans le comté de Saginaw.(unincorporated community).
Le compositeur de musique liturgique, David Haas, est né en 1957 dans cette ville.